# L'Été 76
L'Été 76 est un roman autobiographique de l'écrivain français Benoît Duteurtre paru en 2011.
Commençant autour de 1968 et de ses événements, et jusqu'au début des années 1970, ce livre est la chronique de la jeunesse d'un adolescent havrais, qui devient ensuite étudiant, et est, en fait, à la recherche de lui-même.

## Trame
La narrateur raconte sa transformation, depuis ses aspirations bourgeoises et policées initiales à devenir un honnête « médecin de campagne », poète amateur à ses heures, jusqu'à la découverte de la musique contemporaine et de la musicologie, qui lui a permis de se révéler, ou plutôt se confirmer à lui-même, en tant qu'artiste pour devenir l'écrivain d'aujourd'hui.
Il évoque assez cliniquement ses premiers amours platoniques, ses amitiés qui le font évoluer et lui ouvrent de nouveaux horizons. Paris est enfin une grande découverte.
Le ton est souvent gentiment critique sur sa naïveté, sa famille bourgeoise, et la vie de province au Havre.
Il note avec précision les évolutions, de plus en plus baba cool de son allure, ainsi que de ses goûts musicaux, du rock progressif, à la musique dodécaphonique et sérielle, en passant par l’avènement du punk. Beaucoup de détails font écho avec les souvenirs de ses lecteurs ayant vécu eux aussi cette période.